# Parque nacional Cúc Phương

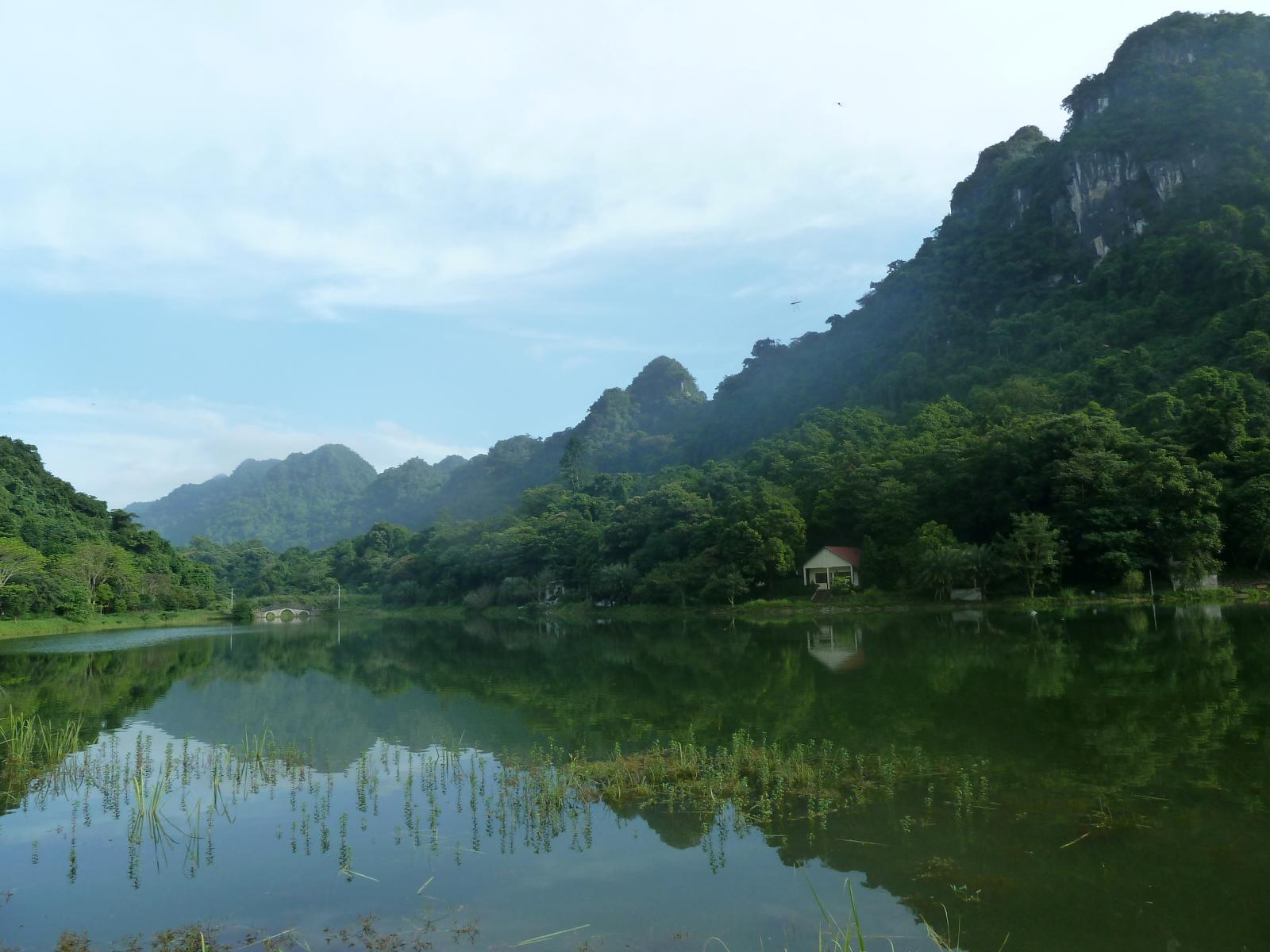
Parque nacional Cúc Phương

El parque nacional Cúc Phương ( en vietnamita: Vườn quốc gia Cúc Phương   ) se encuentra en la provincia de Ninh Bình, en el delta del río Rojo de Vietnam. Cuc Phuong fue el primer parque nacional de Vietnam y es la reserva natural más grande del país. El parque es uno de los sitios más importantes para la biodiversidad en Vietnam

## Historia
En 1960 Cúc Phương se convirtió en reserva forestal y en 1962 el parque nacional Cúc Phương fue consagrado por el presidente Ho Chi Minh. Los asentamientos humanos en Cúc Phương se remontan a mucho antes de la creación del parque, hace entre 7.000 y 12.000 años. Se han encontrado artefactos de esa época en numerosas cuevas del parque, como tumbas humanas, hachas de piedra, lanzas puntiagudas de hueso, cuchillos de concha de ostra y herramientas para moler. En 1789, la sección Quen Voi del parque fue escenario de una importante batalla en la guerra civil entre Nguyễn Huệ y Thăng Long. Más recientemente, han surgido conflictos entre el gobierno y 2.500 miembros de la minoría étnica muong que viven, cultivan y cazan en el parque. En 1987, 500 muong fueron reubicados fuera del parque por problemas relacionados con la caza furtiva y el uso de la tierra.

## Paisaje y clima
Cúc Phương está situado en las estribaciones de la cordillera norteña de Annamite. El parque consta de verdes montañas kársticas y exuberantes valles. La elevación varía de 150 metros a 656 m en la cima de la montaña May Bac, o montaña Silver Cloud. Las montañas de piedra caliza albergan numerosas cuevas, muchas de las cuales son accesibles para su exploración.
La temperatura promedio en Cúc Phương es de 21 Celsius (70 Fahrenheit), con una temperatura promedio de invierno de 9C (48F). Las temperaturas altas pueden alcanzar más de 30C (85 F) y las bajas están justo por encima de cero (32 F). En las elevaciones bajas del valle, la temperatura es cálida y húmeda, mientras que en las elevaciones más altas la temperatura desciende y la congelación es una amenaza. En promedio llueve más de 200 días al año y la precipitación media anual es de 2.100 mm. La estación seca es de noviembre a febrero, siendo los meses más secos diciembre y enero.

## Flora y fauna
Cúc Phương alberga una asombrosa diversidad de flora y fauna. Los habitantes del parque incluyen 97 especies de mamíferos, los langures en peligro de extinción más notables; 300 especies de aves; 36 especies de reptiles; 17 especies de anfibios; 11 especies de peces; 2.000 especies de plantas vasculares, y miles de especies de insectos. Varias especies en el parque están incluidas en el Libro Rojo de Vietnam de especies en peligro de extinción.

Terminalia myriocarpa etiquetado como el "árbol milenario"

Los primates en el parque incluyen macacos, gibones, monos de hoja de François y loris perezosos . Otros mamíferos incluyen murciélagos, puercoespín, ardilla voladora, ardilla rayada pequeña, ardilla con bandas en el vientre y la rara ardilla gigante negra. En el pasado, el parque fue el hogar de osos negros asiáticos, perros salvajes, elefantes, rinocerontes y tigres, pero la caza excesiva y la falta de presas han provocado la pérdida de estas especies. Es posible que todavía haya leopardos, panteras nebulosas y gatos de la jungla en el parque.
Las especies de aves incluyen la perdiz de lomo barrado, la perdiz de pecho escamoso, el faisán plateado, el ave de la selva roja, el faisán pavo real gris, el zorzal risueño, el barbudo ventrirrojo, el barbudo de orejas verdes, el charlatán de pico de cimitarra, el nínox pardo, el minivet escarlata, el cola de raqueta drongos, treepie cola de raqueta, urraca azul de alas blancas. Las especies migratorias incluyen zorzales, papamoscas, carboneros, pinzones, bisbitas, entre otros. Los cálaos también se pueden ver en el bosque.
En el parque también se encuentra una subespecie endémica de peces de cuevas subterráneas. También es la localidad tipo de muchas especies de invertebrados, entre ellas: Zaxiphidiopsis bazyluki .
La flora del parque incluye un dosel de varias capas; árboles de hasta 70 m de altura; flores, incluidas las orquídeas ; helechos con hojas asombrosamente altas; y abundancia de liana y caulifloria . El parque también contiene plantas utilizadas para fines prácticos como especias y medicinas, así como frutas, nueces y brotes comestibles.

## Programas de conservación

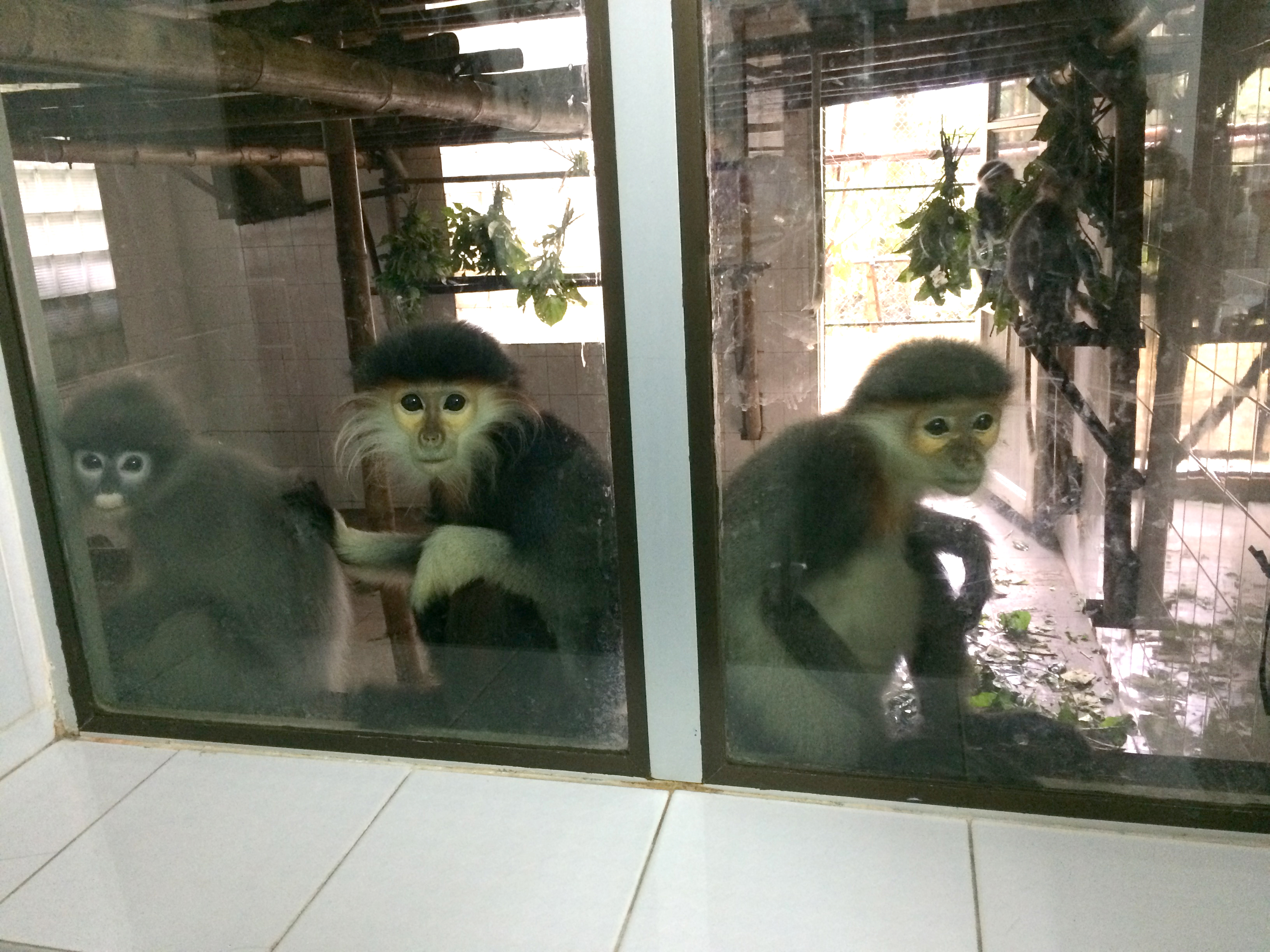
Centro de rescate de primates en peligro de extinción

Hay tres programas de conservación en el parque nacional Cúc Phương:

### Centro de rescate de primates en peligro de extinción
El centro de primates alberga especímenes de langures, loris y especies de gibones, incluidos el langur de Delacour, el langur de cabeza dorada y el gibón de cresta negra, en peligro crítico de extinción. El centro de primates se estableció en 1993 con la ayuda de la Sociedad Zoológica de Frankfurt y actualmente tiene a 180 animales en 50 jaulas, 4 casas y dos recintos semisalvajes.

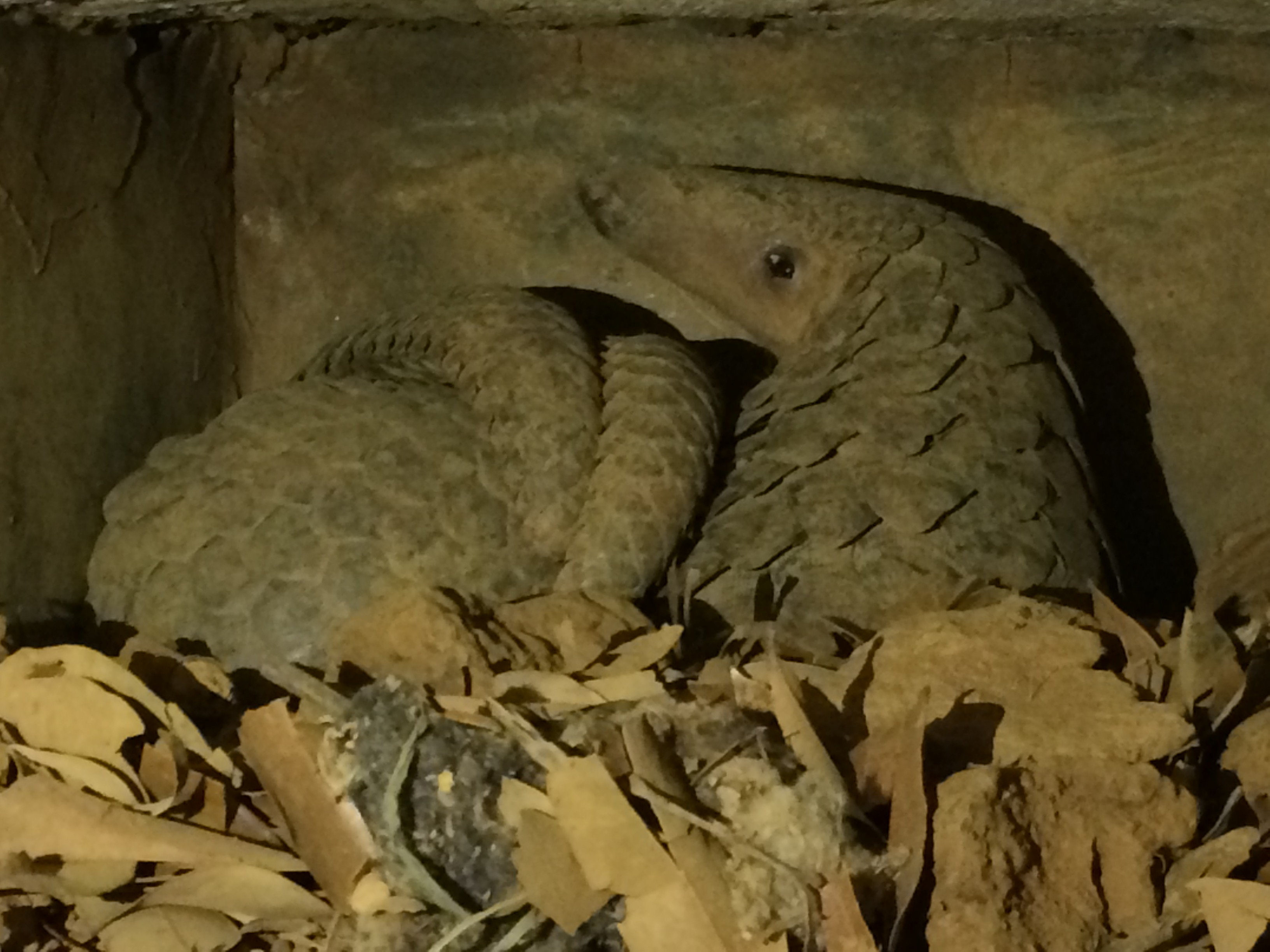
Madre y cría de pangolín - Pangolin Rescue Center,

### Programa de conservación de carnívoros y pangolines
El Programa de Conservación de Carnívoros y Pangolines (CPCP) se dedica a la conservación de pequeños carnívoros ( civetas, linsangs, gatos pequeños, comadrejas, nutrias y tejones ) y pangolines en Vietnam. El programa se estableció en 1995 como un programa específico de especies para la civeta de Owston en peligro de extinción y desde entonces se ha ampliado para incluir todas las especies de pequeños carnívoros. En 2006, el programa también comenzó actividades de conservación enfocadas para las dos especies de pangolín de Vietnam, el pangolín chino y el pangolín de Sunda. Todas estas especies están amenazadas por el comercio ilegal de vida silvestre que está teniendo un impacto devastador en las poblaciones silvestres de estas especies en todo el sudeste asiático.
El CPCP tiene como objetivo conservar estas especies amenazadas de mamíferos a través del rescate y la rehabilitación de la vida silvestre confiscada por el comercio, la educación y la concienciación y la investigación de campo. El CPCP también ejecuta el único programa de cría para la conservación de la civeta de Owston, una especie que es endémica de Indochina y cuyo área de distribución principal se encuentra dentro de Vietnam.
El centro principal del CPCP se encuentra dentro del parque nacional Cúc Phương, pero administra un programa de rescate a nivel nacional y tiene sitios de campo activos en el centro y sur de Vietnam.

### Centro de conservación de tortugas
El centro de conservación de tortugas se estableció en 1998 y es el hogar de algunas de las tortugas más amenazadas de Vietnam, incluida la tortuga de estanque vietnamita, que está casi extinta en la naturaleza.

## Turismo
El parque nacional Cúc Phương es uno de los destinos turísticos de naturaleza más populares de Vietnam. Decenas de miles de vietnamitas y un flujo constante de turistas extranjeros visitan el parque cada año. Las instalaciones de alojamiento y restaurante están disponibles en la entrada del parque y dentro del parque. Un camino pavimentado se adentra en el parque y se mantienen varios senderos para excursiones. Los guardaparques patrullan Cuc Phuong y brindan visitas guiadas por una tarifa.